# Línea 1 (Urbanos de Colmenar Viejo)
La línea 1 de la red de autobuses urbanos de Colmenar Viejo une la estación de tren con el barrio de Las Adelfillas.

## Características
El actual recorrido de la línea fue modificado del anterior recorrido circular el 18 de marzo de 2019. Este nuevo recorrido coincide con una reorganización de los autobuses urbanos de Colmenar Viejo, reduciendo de 6 líneas urbanas a las 2 actuales.
La línea une la estación de tren con el barrio de Las Adelfillas con un recorrido que dura aproximadamente 30 minutos entre cabeceras. En su trayecto atraviesa la zona sureste del municipio.
Desde el 23 de diciembre de 2021 ambas líneas urbanas trasladaron su cabecera al interior de la estación de Cercanías, previamente situada en el Paseo de la Estación junto a la cabecera de las líneas 720, 727 y 728 que no modificaron su cabecera.
La línea circula exclusivamente por el término municipal de Colmenar Viejo. Como bien se expresa en la numeración interna del CRTM, recibe el número 1045. El primer dígito corresponde a la línea, en este caso la línea 1. Y los últimos tres dígitos corresponden al municipio por el que circula, en este caso 045 corresponde al municipio de Colmenar Viejo.
La línea mantiene los mismos horarios todo el año (exceptuando las vísperas de festivo y festivos de Navidad).
Esta línea es operada por la empresa Herederos de J. Colmenarejo a través de Interbus mediante la concesión administrativa VCM-702 - Madrid - Colmenar Viejo - El Boalo - Bustarviejo (Viajeros Comunidad de Madrid) del Consorcio Regional de Transportes de Madrid.
1. ↑  «Un nuevo esquema de autobuses urbanos aparece en Colmenar Viejo.». madridmobilite. 24 de marzo de 2019. Consultado el 26 de septiembre de 2023.
2. ↑  «Los autobuses urbanos de Colmenar tendrán su cabecera en la estación de Renfe». www.telemadrid.es. 20 de diciembre de 2021. Consultado el 26 de septiembre de 2023.

### Horarios
| Lunes a viernes laborables | Lunes a viernes laborables | Sábados laborables, domingos y festivos | Sábados laborables, domingos y festivos |
| FF.CC. > Adelfillas        | Adelfillas > FF.CC.        | FF.CC. > Adelfillas                     | Adelfillas > FF.CC.                     |
| 05:35                      | 05:05                      | 07:45                                   | 08:15                                   |
| 05:50                      | 05:20                      | 08:45                                   | 09:15                                   |
| 06:10                      | 05:40                      | 09:45                                   | 10:15                                   |
| 06:30                      | 06:00                      | 10:45                                   | 11:15                                   |
| 06:50                      | 06:20                      | 11:15                                   | 11:45                                   |
| 07:10                      | 06:40                      | 11:45                                   | 12:15                                   |
| 07:30                      | 07:00                      | 12:15                                   | 12:45                                   |
| 07:50                      | 07:20                      | 12:45                                   | 13:15                                   |
| 08:10                      | 07:40                      | 13:15                                   | 13:45                                   |
| 08:30                      | 08:00                      | 13:45                                   | 14:15                                   |
| 08:50                      | 08:20                      | 14:45                                   | 15:15                                   |
| 09:10                      | 08:40                      | 15:45                                   | 16:15                                   |
| 09:30                      | 09:00                      | 16:45                                   | 17:15                                   |
| 10:00                      | 09:20                      | 17:15                                   | 17:45                                   |
| 10:30                      | 09:40                      | 17:45                                   | 18:15                                   |
| 11:00                      | 10:00                      | 18:15                                   | 18:45                                   |
| 11:30                      | 10:30                      | 18:45                                   | 19:15                                   |
| 12:00                      | 11:00                      | 19:15                                   | 19:45                                   |
| 12:30                      | 11:30                      | 19:45                                   | 20:15                                   |
| 13:00                      | 12:00                      | 20:15                                   | 21:15                                   |
| 13:30                      | 12:30                      | 20:45                                   | 22:15                                   |
| 14:00                      | 13:00                      | 21:45                                   | 23:15                                   |
| 14:30                      | 13:30                      | 22:45                                   |                                         |
| 14:50                      | 14:00                      | 00:00                                   |                                         |
| 15:10                      | 14:20                      |                                         |                                         |
| 15:30                      | 14:40                      |                                         |                                         |
| 15:50                      | 15:00                      |                                         |                                         |
| 16:10                      | 15:20                      |                                         |                                         |
| 16:30                      | 15:40                      |                                         |                                         |
| 16:50                      | 16:00                      |                                         |                                         |
| 17:10                      | 16:20                      |                                         |                                         |
| 17:30                      | 16:40                      |                                         |                                         |
| 17:50                      | 17:00                      |                                         |                                         |
| 18:10                      | 17:20                      |                                         |                                         |
| 18:30                      | 17:40                      |                                         |                                         |
| 18:50                      | 18:00                      |                                         |                                         |
| 19:10                      | 18:20                      |                                         |                                         |
| 19:40                      | 18:40                      |                                         |                                         |
| 20:10                      | 19:10                      |                                         |                                         |
| 20:40                      | 19:40                      |                                         |                                         |
| 21:10                      | 20:10                      |                                         |                                         |
| 21:40                      | 20:40                      |                                         |                                         |
| 22:10                      | 21:10                      |                                         |                                         |
| 22:40                      | 21:40                      |                                         |                                         |
| 23:10                      | 22:10                      |                                         |                                         |
| 23:40                      | 22:40                      |                                         |                                         |
|                            | 23:10                      |                                         |                                         |

## Recorrido y paradas

### Sentido Las Adelfillas
| Código | Zona | Localidad      | Denominación                                            | Ubicación                              | Líneas de la parada                | Cercanías      |
| ------ | ---- | -------------- | ------------------------------------------------------- | -------------------------------------- | ---------------------------------- | -------------- |
| 20926  |      | Colmenar Viejo | Estación de Colmenar Viejo                              | Extrarradio Estación Navarrosillos Nº1 | 1 2                                | Colmenar Viejo |
| 17781  |      | Colmenar Viejo | Paseo de la Estación - Colegio                          | Paseo de la Estación Nº29              | N702 1                             | Colmenar Viejo |
| 13284  |      | Colmenar Viejo | Paseo de la Estación - Calle de la Virgen del Puerto    | Paseo de la Estación Nº25              | N702 1                             |                |
| 18106  |      | Colmenar Viejo | Paseo de la Magdalena - El Portachuelo                  | Paseo de la Magdalena S/Nº             | 720 N702 1                         |                |
| 06598  |      | Colmenar Viejo | Paseo de la Magdalena - Polideportivo                   | Paseo de la Magdalena Ana Nº18         | 720 722 723 N702 1                 |                |
| 11339  |      | Colmenar Viejo | Paseo de la Magdalena - Ermita                          | Paseo de la Magdalena Ana Nº20         | 720 722 723 728 N702 1             |                |
| 13288  |      | Colmenar Viejo | Calle del Ejidillo - Calle del Musgo                    | Calle del Ejidillo Nº81                | 1                                  |                |
| 13285  |      | Colmenar Viejo | Calle de la Soledad - Residencia de Ancianos            | Calle de la Soledad Nº52               | 1                                  |                |
| 06618  |      | Colmenar Viejo | Calle del Doctor de la Morena - Colegio                 | Calle del Doctor de la Morena Nº1      | 1                                  |                |
| 08414  |      | Colmenar Viejo | Avenida de la Libertad - Estación de Servicio           | Avenida de la Libertad Nº14            | 720 721 723 724 725 726 727 N702 1 |                |
| 06584  |      | Colmenar Viejo | Calle de San Sebastián - Cafetería Sanz Rosa            | Calle de San Sebastián Nº32            | 720 721 723 724 725 726 727 N702 1 |                |
| 06585  |      | Colmenar Viejo | Calle de la Corredera - Calle de los Frailes            | Calle de la Corredera Nº1              | 720 721 723 724 725 726 727 N702 1 |                |
| 20597  |      | Colmenar Viejo | Calle de la Corredera - Calle de la Isla Cabrera        | Calle de la Corredera Nº3              | 1                                  |                |
| 21016  |      | Colmenar Viejo | Calle de Zurbarán - Calle de Madrid                     | Calle de Zurbarán Nº2                  | 1 2                                |                |
| 20598  |      | Colmenar Viejo | Calle de Zurbarán - Avenida de los Remedios             | Calle de Zurbarán Nº17                 | 1 2                                |                |
| 20599  |      | Colmenar Viejo | Calleja de la Dehesa - Avenida Séneca                   | Calleja de la Dehesa Nº6               | 1                                  |                |
| 20601  |      | Colmenar Viejo | Calleja de la Dehesa - Calle de Hernando de Soto        | Calleja de la Dehesa Nº13              | 1                                  |                |
| 20605  |      | Colmenar Viejo | Calle de Cristóbal Colón - Calle de Magallanes          | Calle de Cristóbal Colón Nº1           | 1                                  |                |
| 20606  |      | Colmenar Viejo | Calle de Cristóbal Colón - Calle de los Hermanos Pinzón | Calle de Cristóbal Colón Nº1           | 1                                  |                |

### Sentido Estación FF.CC.
| Código | Zona | Localidad      | Denominación                                            | Ubicación                              | Líneas de la parada           | Cercanías      |
| ------ | ---- | -------------- | ------------------------------------------------------- | -------------------------------------- | ----------------------------- | -------------- |
| 20607  |      | Colmenar Viejo | Calle de Cristóbal Colón - Calle de los Hermanos Pinzón | Calle de Cristóbal Colón Nº1           | 1                             |                |
| 20604  |      | Colmenar Viejo | Calle de Cristóbal Colón - Calle de Magallanes          | Calle de Cristóbal Colón Nº1           | 1                             |                |
| 20602  |      | Colmenar Viejo | Calleja de la Dehesa - Calle de Hernando de Soto        | Calleja de la Dehesa Nº11              | 1                             |                |
| 20600  |      | Colmenar Viejo | Calleja de la Dehesa - Avenida Séneca                   | Calleja de la Dehesa Nº4               | 1                             |                |
| 06607  |      | Colmenar Viejo | Calle de Zurbarán - Avenida de los Remedios             | Calle de Zurbarán Nº17                 | 1 2                           |                |
| 06620  |      | Colmenar Viejo | Calle de Zurbarán - Calle de Madrid                     | Calle de Zurbarán Nº2                  | 1 2                           |                |
| 12792  |      | Colmenar Viejo | Calle de la Corredera - Las Colmenas                    | Calle de la Corredera Nº5              | 723 727 1                     |                |
| 06592  |      | Colmenar Viejo | Calle de la Corredera - Calle de los Frailes            | Calle de la Corredera Nº1              | 720 721 723 724 725 726 727 1 |                |
| 06593  |      | Colmenar Viejo | Calle de San Sebastián - Cafetería Sanz Rosa            | Calle de San Sebastián Nº22            | 720 721 723 724 725 726 727 1 |                |
| 06596  |      | Colmenar Viejo | Avenida de la Libertad - Estación de Servicio           | Avenida de la Libertad Nº14            | 720 721 723 724 725 726 727 1 |                |
| 13286  |      | Colmenar Viejo | Calle de la Soledad - Residencia de Ancianos            | Calle de la Soledad Nº61               | 1                             |                |
| 13287  |      | Colmenar Viejo | Calle del Ejidillo - Calle del Musgo                    | Calle del Ejidillo Nº81                | 1                             |                |
| 06600  |      | Colmenar Viejo | Paseo de la Magdalena - Ermita                          | Paseo de la Magdalena Ana Nº20         | 720 722 723 728 1             |                |
| 11340  |      | Colmenar Viejo | Paseo de la Magdalena - Polideportivo                   | Paseo de la Magdalena Ana Nº20         | 720 722 723 1                 |                |
| 17968  |      | Colmenar Viejo | Paseo de la Magdalena - El Portachuelo                  | Paseo de la Magdalena Nº2              | 720 1                         |                |
| 13283  |      | Colmenar Viejo | Paseo de la Estación - Calle de la Virgen del Puerto    | Paseo de la Estación Nº26              | 1                             |                |
| 17782  |      | Colmenar Viejo | Paseo de la Estación - Colegio                          | Paseo de la Estación Nº29              | 1                             | Colmenar Viejo |
| 20925  |      | Colmenar Viejo | Estación de Colmenar Viejo                              | Extrarradio Estación Navarrosillos Nº1 | 1 2                           | Colmenar Viejo |